# Università degli Studi di Urbino "Carlo Bo"
L'Università degli Studi di Urbino "Carlo Bo" è un'università statale italiana con sede principale ad Urbino e una sede distaccata a Fano. Fino all'anno 2006 è stata una libera università.

## Storia
Fondata nel 1506, la sua cinquecentenaria storia la rende una delle università più antiche d'Europa. La sua nascita è strettamente correlata al Ducato di Urbino, retto da Guidobaldo da Montefeltro che istituì il "Collegio dei dottori", e alla volontà di papa Giulio II della Rovere che con la bolla pontificia Ad Sanctam Beati Petri Sedem Divina Dispositione Sublimati del 18 febbraio 1507 permise alla costituenda "magistratura urbinate" di formare dei dottori. Dal 1566 ebbe da papa Pio V la facoltà di laureare poeti, creare dottori in diritto canonico e civile e di nominare notai. Il collegio divenne "Pubblico studio" nel 1576 e "Università" nel 1671 per opera di papa Clemente X. Il 23 ottobre 1862, per effetto del Regio Decreto n. 912, venne proclamata "Libera università".
Nel 1947 divenne Rettore dell'Università Carlo Bo che si propose un ambizioso programma di sviluppo della scuola nella città. Nel 1951 incaricò l'architetto Giancarlo De Carlo di una ristrutturazione di Palazzo Bonaventura, sede storica dell'Università. Negli anni successivi vennero a realizzazione altre sedi (Facoltà di Legge 1966-1969, Facoltà di Magistero 1968-1976, Facoltà di Economia 1977-1997) in cui De Carlo seppe sempre coniugare il rispetto delle strutture edilizie originarie con la necessità di complessi edilizi moderni e funzionali senza mai cadere nel mimetismo o nello storicismo. Di grande rilievo poi la realizzazione del complesso dei Collegi universitari al Colle dei Cappuccini (1962-1980, in vari stralci di intervento). Il complesso delle opere decarliane realizzate tra gli anni '50 e gli anni '80, entro il grande programma sviluppato negli anni da Carlo Bo, rappresenta un tassello importante del patrimonio dell'architettura italiana del '900 e un grande risultato del Rettore.
Nel 2003 l'università è stata intitolata proprio a Carlo Bo, magnifico rettore per cinquantaquattro anni (1947-2001).
In concomitanza con il cinquecentenario di fondazione è stato avviato il processo di statalizzazione con decreto del Ministero dell'università e della ricerca del 22 dicembre 2006 (Gazzetta Ufficiale della Repubblica Italiana, serie generale, n. 143 del 22 giugno 2007) e conclusosi il 13 novembre 2012.

## Strutture

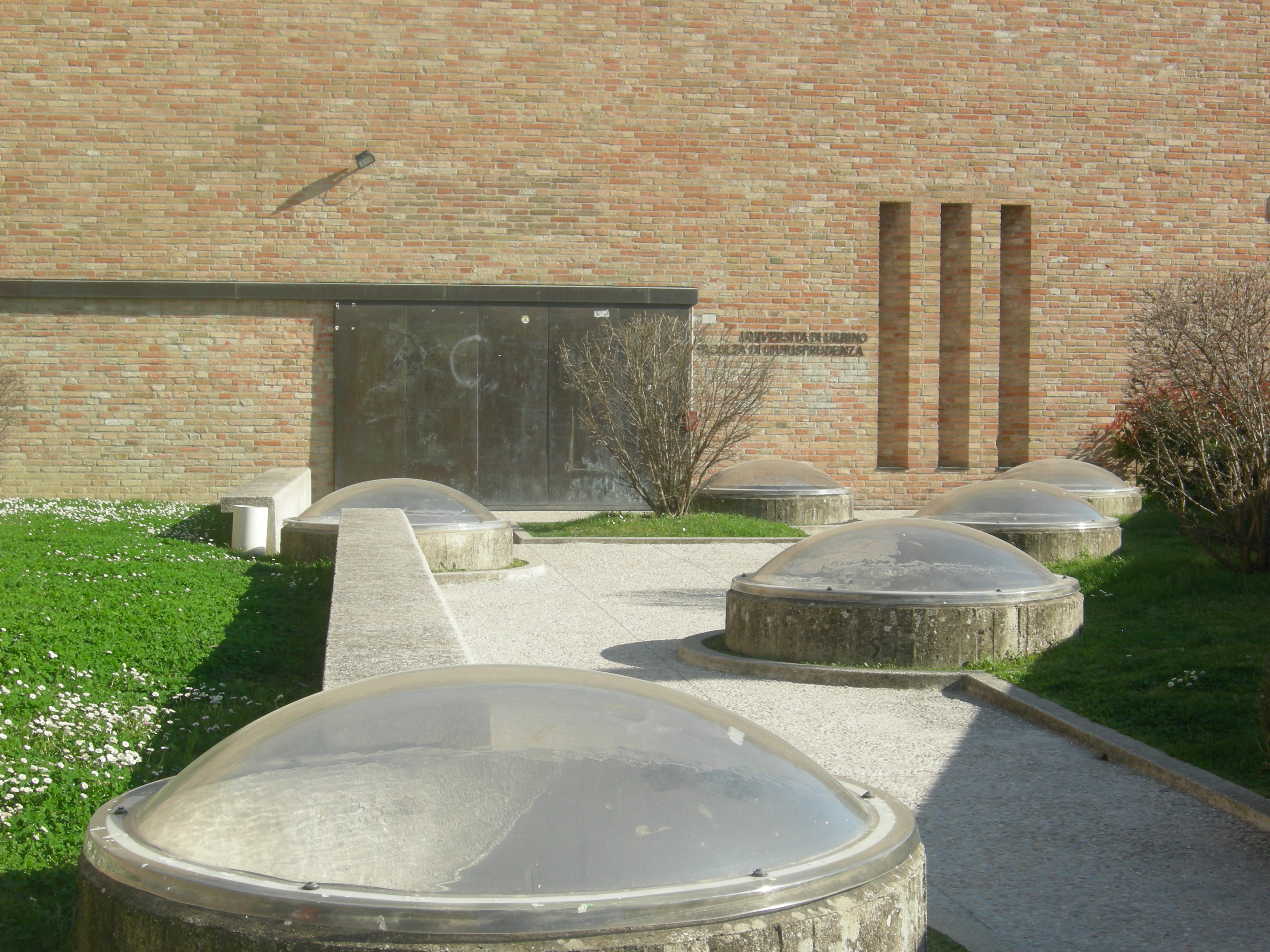
Università di Urbino - facoltà di giurisprudenza (convento di Sant'Agostino), progetto di Giancarlo De Carlo.

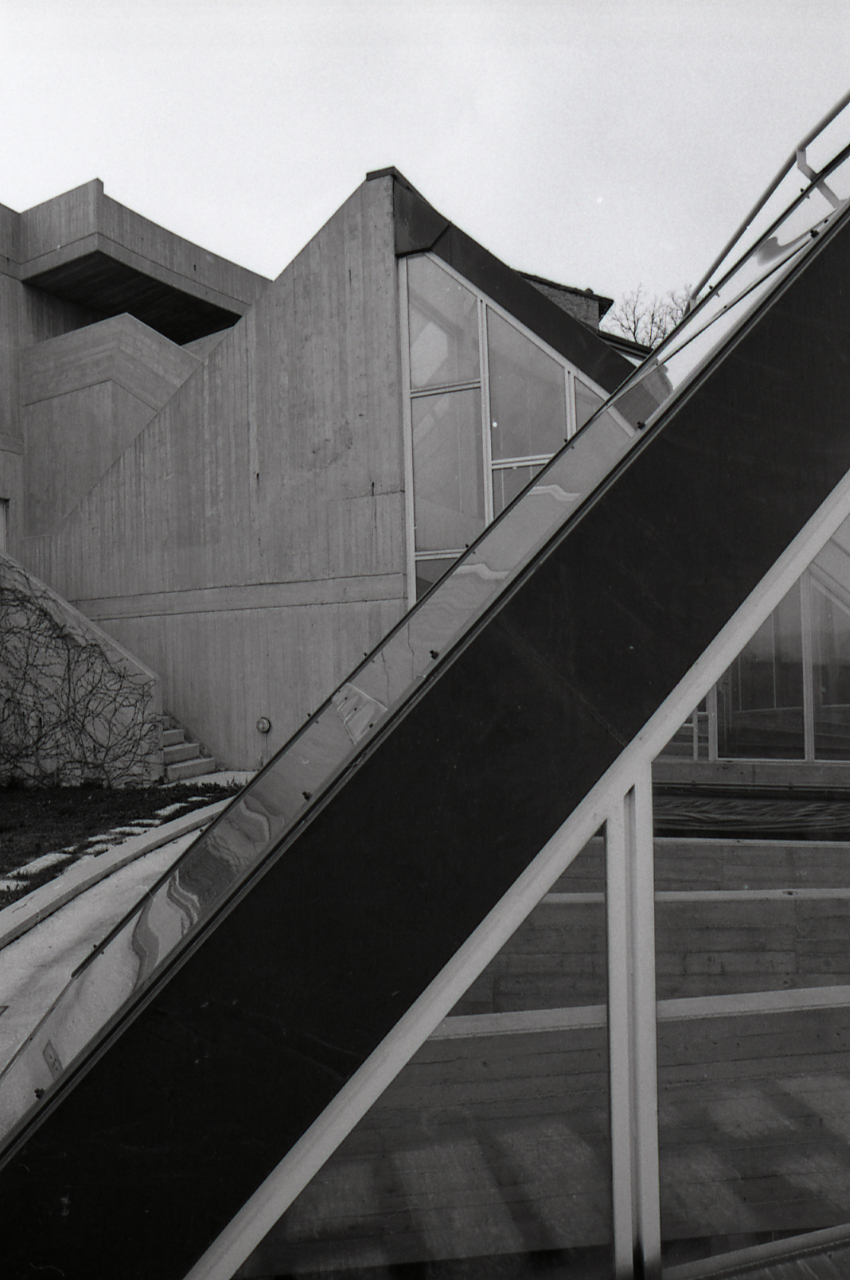
Polo scientifico-didattico Paolo Volponi (ex facoltà di magistero), progettato da Giancarlo De Carlo. Foto di Paolo Monti, 1982.

L'università è strutturata nei seguenti dipartimenti e scuole:
- Dipartimento di Economia, Società, Politica (D.E.S.P.)
  - Scuola di economia
  - Scuola di scienze politiche e sociali
- Dipartimento di Giurisprudenza (Di.Giur.)
  - Scuola di giurisprudenza
- DIpartimento di Scienze Biomolecolari (DI.S.B.)
  - Scuola di farmacia
  - Scuola di scienze biologiche e biotecnologiche
  - Scuola di scienze motorie
- DIpartimento di Scienze della Comunicazione, studi Umanistici e Internazionali (DI.S.C.U.I.)
  - Scuola di scienze della comunicazione
  - Scuola di lingue e letterature straniere
- Dipartimento di Scienze Pure e Applicate (Di.S.P.eA.)
  - Scuola di conservazione e restauro
  - Scuola di scienze geologiche e ambientali
  - Scuola di scienze, tecnologie e filosofia dell'informazione
- DIpartimento di STudi UManistici (DI.ST.UM.)
  - Scuola di lettere, arti e filosofia
  - Scuola di scienze della formazione
- Istituto per la Formazione al Giornalismo (I.F.G.)
- Istituto Superiore di Scienze Religiose (I.S.S.R.) "Italo Mancini"

### Sedi
"Urbino città campus" è così denominata in quanto le sedi delle varie scuole sono dislocate in tutta la città:
- Ex convento di Sant'Agostino: sede del Di.Giur. e della biblioteca di giurisprudenza e scienze politiche.
- Ex convento di San Girolamo: in precedenza sede della scuola di conservazione e restauro, poi adibito a biblioteca umanistica
- Ex seminario: sede degli istituti di scienze chimiche "Fabrizio Bruner", di chimica generale e inorganica, di chimica, farmaceutica e tossicologia (DI.S.B.), sede del laboratorio di cromatografia liquida e spettrometria di massa (Di.S.P.eA.) e, sul lato di piazza P. Gherardi, della Scuola di scienze politiche e sociali (D.E.S.P.).
- Palazzo Albani: sede degli istituti di archeologia, filosofia e storia dell'arte (DI.ST.UM.), della scuola di conservazione e restauro (Di.S.P.eA.), del museo dei gessi.
- Palazzo Battiferri: sede del D.E.S.P. e della biblioteca di economia e sociologia.
- Palazzo Bonaventura: sede del rettorato, della direzione generale, delle segreterie studenti, della biblioteca umanistica e scientifica, dell'archivio, dell'ufficio orientamento, di alcuni uffici amministrativi, di parte del DI.S.B. e dell'Osservatorio "A. Serpieri" (DI.S.P.eA.).
- Palazzo del Collegio Raffaello: ospita alcuni corsi del DI.S.C.U.I., del DI.ST.UM., del Di.S.P.eA., del D.E.S.P., un laboratorio di restauro ed il museo del gabinetto di fisica.
- Palazzo Petrangolini: sede di alcuni istituti del DI.S.C.U.I, della biblioteca di lingue "Leone Traverso" e dell'I.S.S.R. "Italo Mancini".
- Palazzo Passionei Paciotti: sede della biblioteca di semiotica "Pino Paioni" e della biblioteca della Fondazione Carlo e Marise Bo
- Palazzo Nuovo Albani: sede dell'I.F.G.
- Palazzo Veterani: sede degli istituti di civiltà antiche, filologia moderna e linguistica (Scuola di lettere, arti e filosofia).
- Casa Garampi: sede del Centro Linguistico d'Ateneo (C.L.A.).
- Polo didattico "Petriccio": sede della Scuola di scienze motorie (DI.S.B.).
- Polo scientifico didattico "Paolo Volponi": sede del DI.S.C.U.I e delle collezioni mineralogiche (DI.S.P.eA.).
- Campus scientifico "Enrico Mattei": alcuni laboratori del DI.S.B.
- Impianto natatorio "Mondolce"
- Palazzo Benedetti: uffici amministrativi.
- Ex convento di San Pietro Celestino: uffici tecnico-amministrativi.

A Fano il Complesso monumentale di San Michele ospita alcuni corsi di biotecnologie (D.I.S.B.) e di economia e management (D.E.S.P.), oltre ad una biblioteca con una sezione scientifica (per Biotecnologie) ed una sezione economica.

### Musei
Sono inquadrati nel Sistema Museale d'Ateneo (S.M.A.Urb.), istituito nel 2021, e si compone dei seguenti musei:
- Collezioni mineralogiche e raccolte geonaturalistiche "Pegoraro", "Franchin" e "Lorenzini"[8]
- Gabinetto di fisica - Museo urbinate della Scienza e della Tecnica[9]
- Museo dei gessi
- Orto botanico "Pierina Scaramella"[10]

### Biblioteche
Sono inquadrate nel Sistema Bibliotecario d'Ateneo e sono le seguenti:
- Biblioteca Umanistica
- Biblioteca di Giurisprudenza e Scienze Politiche
- Biblioteca Scientifica
- Biblioteca di Economia e Sociologia
- Biblioteca di San Girolamo
- Biblioteca di Semiotica "Pino Paioni"
- Biblioteca della Fondazione Carlo e Marise Bo
- Biblioteca di Storia dell'Arte
- Biblioteca di Lingue "Leone Traverso"
- Biblioteca di Filosofia
- Biblioteca di Archeologia
- Biblioteca degli Istituti Scientifici
- Biblioteca del Centro Linguistico d'Ateneo
- Biblioteca "Italo Mancini" dell'Istituto di Scienze Religiose

## Progetti
Il Ducato

Francobollo emesso nel 2006 per celebrare il cinquecentenario della fondazione

È il giornale degli allievi dell'I.F.G., nato negli anni novanta del XX secolo, inizialmente nel solo formato cartaceo. Poi si è aggiunto il formato digitale, una web radio ed una web tv.
Urbino radio campus
Urbino radio campus (URCa) è la web-radio universitaria, finanziata dall'ateneo e gestita dagli studenti, nata nel 2007 grazie al progetto formativo UnyOnAir di Radio 24.
Urbino wireless campus
Urbino wireless campus (UWiC) è un'infrastruttura wireless nata su iniziativa dell'università; offre al campus e alla città servizi di connettività e servizi correlati erogati tramite la stessa rete.
Commandino medal
La Commandino medal, è un premio assegnato a matematici, filosofi, storici della scienza, dal "Centro Interdipartimentale di Studi Urbino e la Prospettiva. L'umanesimo scientifico da Piero e Leonardo alla rivoluzione galileiana" a partire dal 2014, dal 2022 è diventata un premio alla carriera ed è stata istituita la Dal Monte medal da assegnare ai giovani ricercatori.

## Rettori
| Rettori            | Mandato   | Note   |
| ------------------ | --------- | ------ |
| Antonio Vanni      | 1895-1922 |        |
| Canzio Ricci       | 1922-1944 |        |
| Giuseppe Branca    | 1944-1947 |        |
| Carlo Bo           | 1947-2001 |        |
| Giovanni Bogliolo  | 2001-2009 |        |
| Stefano Pivato     | 2009-2014 | [ 16 ] |
| Vilberto Stocchi   | 2014-2020 | [ 16 ] |
| Giorgio Calcagnini | dal 2020  | [ 17 ] |